# Rencontre de Valensole

La rencontre de Valensole est, dans la terminologie des ufologues, un cas français de rencontre du 3e type ayant eu lieu en 1965 : un cultivateur provençal, Maurice Masse, affirme avoir observé, dans un de ses champs de lavande, un engin du type soucoupe volante  ayant à son bord deux humanoïdes.
Plusieurs thèses mettant en doute la réalité de la rencontre ont été avancées, en particulier sur la nature de l'engin : un hélicoptère de type Alouette de l'armée de terre, un hélicoptère de la 6e Flotte américaine, une tonne à engrais liquide installée dans un champ voisin. L'idée d'un canular inspiré par la lecture d'un illustré de l'époque, Passagers de soucoupes volantes, a aussi été suggérée.
Cependant l'événement a été officiellement classé par le GEIPAN, parmi les "cas inexpliqués".

## Déclarations du témoin à la gendarmerie

### Procès-verbal du 2 juillet 1965
Selon le résumé établi par la gendarmerie : « le 1/7/65, au lieu-dit « Olivol » à 2 km au nord-ouest de Valensole (Basses-Alpes), Monsieur Maurice Masse, 41 ans, cultivateur, déclare avoir vu un engin de type « soucoupe volante » de la grosseur d'une Dauphine avec deux passagers. Un individu, taille 1 m environ, de forte corpulence, vêtu d'une combinaison, tête nue, serait descendu de l'engin quelques instants. Puis l'engin aurait disparu subitement à la vitesse d'un éclair. Déclaration faite à la gendarmerie le 2/7/65 à 20 heures - Sur place, le Capitaine Valnet a constaté des traces pouvant éventuellement correspondre à la pose effective d'un engin. » Cet engin avait la forme d'un ballon de rugby et la taille d'une Dauphine avec une porte à glissière sur le côté et un dessus en matière transparente.
Le témoin est de nouveau entendu de 23 h 15 à 23 h 30 pour compléter certaines informations.

### Procès-verbal du 5 juillet 1965
Un procès-verbal des constatations faites les 2 et 3 juillet sur le lieu d'observation et sur les traces au sol est établi le 5 juillet par une autre brigade avec prise de mesures et de photographies. Une « trace insolite » est relevée : un trou cylindrique de 18 centimètres de diamètre et 40 centimètres de profondeur, au centre de quatre sillons peu profonds formant « une sorte de croix ».

### Procès-verbal du 23 août 1965
Le 18 août 1965, le témoin apporte de nouveaux détails. Selon ses dires, il s'est approché à sept mètres de l'appareil et a vu les deux passagers accroupis devant un plant de lavande. Maurice Masse aurait été immobilisé plusieurs minutes après que l'un des deux passagers eut pointé sur lui un objet.

## Traces
Maurice Masse est atteint d'hypersomnie pendant plusieurs mois[Quand ?],.
Sur place, les gendarmes relèvent des traces, consignées dans le procès-verbal du 5 juillet 1965. Sur la trajectoire de départ alléguée de l'engin, les plants de lavande ont subi une dégénérescence sur une centaine de mètres, et sur le site même, la lavande n'a pas repoussé avant 1975.
Aucune trace de radioactivité n'a été relevée sur le site. Le taux de calcium, négligeable aux environs, s'élève à 18,3 % pour la terre prélevée sur le lieu de l'atterrissage allégué. Selon l'astronome et ufologue Pierre Guérin, ce taux joint à l'infertilité du sol après le 1er juillet 1965 aurait été produit par les courants de Foucault induits par un rayonnement électromagnétique de l'engin, plutôt que par un dépôt d'engrais effectué par Maurice Masse.

## Différentes interprétations

### Visiteurs extraterrestres
Ayant réuni un dossier important sur l'affaire, Phénomènes spatiaux, le bulletin trimestriel édité par le Groupe d'étude des phénomènes aériens (GEPA), écrit : « Nous sommes enclins à penser que le champ de lavande de M. Masse a été l'objet d'une visite insolite et, semble-t-il, extraterrestre ». 

### Hélicoptère Alouette

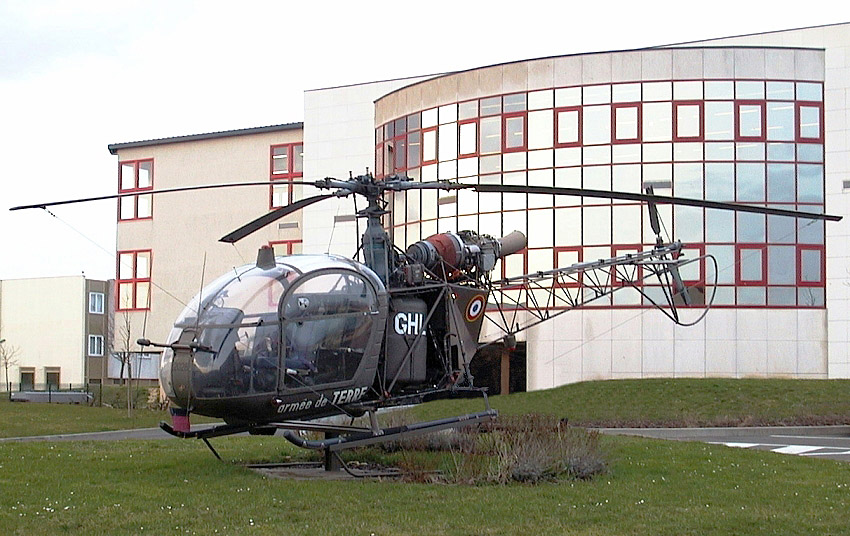
Alouette II SE3180 ALAT.

La thèse d'un hélicoptère a été avancée dès le 4 juillet 1965, dans un article du Monde. Dès la veille, selon Le Dauphiné Libéré du 4 juillet, les milieux militaires estimaient que la « soucoupe volante » était un hélicoptère appartenant à l'aviation légère de l'armée de terre, très probablement du type Alouette II ou Alouette III. La région connaissait depuis le 29 juin des manœuvres baptisées « Provence 65 », auxquelles participaient cette aviation légère. Comme Valensole n'est qu'à 19 km de Manosque, la limite Est de la zone de manœuvre, il est presque certain que des appareils de l'A.L.A.T. ont survolé Valensole, et un hélicoptère a très bien pu se  poser dans le champ de Maurice Masse.
Dominique Caudron abonde dans ce sens dans un article de 1990 : les éléments de l'observation évoquent un hélicoptère Alouette II avec le sifflement caractéristique de la turbine lorsque le rotor s'arrête. Cette semaine là, l'armée organisait des manœuvres auxquelles participaient justement des hélicoptères Alouette.
Pour Claude Maugé, il n'est pas impossible que le témoin ait vu un hélicoptère de la 6e flotte américaine en mission d'espionnage ; plutôt que de reconnaître un cas d'incursion étrangère sur le territoire français, les autorités auraient préféré laisser se développer le récit d'une rencontre avec les occupants d'un ovni.

### Mise au point de Maurice Masse
Dans un entretien accordé au Provençal du 5 juillet 1965, le témoin déclare : « L'engin avait la forme d'une araignée géante. J'ai nettement compté six "pattes" et un pivot central. [...] l'appareil a décollé dans un bruit sourd qui n'a rien à voir avec celui d'un avion ou d'un hélicoptère. L'engin ne possédait ni rotor ni pales. J'ai tout de même la prétention de savoir reconnaître un hélicoptère. Ce n'en était pas un. Je suis formel. [...] je n'ai jamais dit qu'il s'agissait d'une soucoupe volante ».

### Tonne à engrais liquide
Pour Dominique Caudron, les traces au sol évoquent une tonne (citerne) à engrais liquide chaulé installée par l'agriculteur propriétaire du champ voisin.

### Canular
L'ufologue et collectionneur de bandes dessinées Raoul Robé a émis l'hypothèse que le récit de Maurice Masse avait été inspiré par une histoire, « Passagers de soucoupes volantes », publiée en 1950 dans l'illustré À travers le monde. Republiée en 1960, cette histoire présente des points communs avec le récit de Masse : Provence comme cadre, atterrissage d'une soucoupe volante, petits extraterrestres, rayon paralysant. Pour le psychologue Gilles Fernandez, ce scénario est improbable (mais non pas impossible) car il y a peu de similitudes et trop de différences entre « Passagers de soucoupes volantes » et le  récit de Maurice Masse[source insuffisante].
autres références: Raoul Robé-dans "The Reliability of UFO Witness Testimony"-VJ.Ballester-Olmos & Richard-W.Heuden-UPIAR-20023-page 574 à 576.
Arnaud Esquerre-dans "Théorie des événements extraterrestres, essai sur le récit fantastique"-fayard-2016,le sociologue du CNRS considère tout comme le cas de Cergy-Pontoise 1979 que le récit de Maurice Masse n'est pas un récit d'évènements réellement vécus.

### "Cas inexpliqué"
Pour sa part, le GEIPAN, service spécialisé du CNES, classe officiellement l'affaire de Valensole parmi les "cas inexpliqués".

## Dans la culture populaire
Le film Valensole 1965, réalisé par Dominique Filhol et sorti en France juillet 2025, évoque cette histoire et les déboires de Maurice Masse après avoir fait ses déclarations.

## Audiographie
- « Rencontre du 3ème type à Valensole », sur France Inter, Affaires sensibles, 28 mai 2018